# Kanton (Chiny)

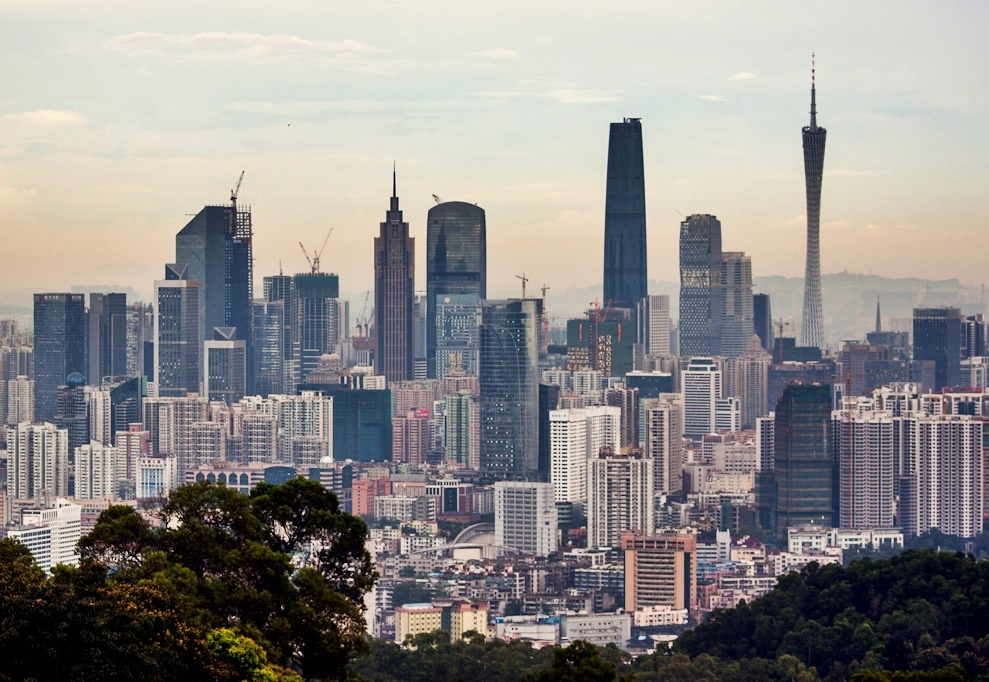
Wieżowce w Kantonie

Kanton (chiń. upr. 广州; chiń. trad. 廣州; pinyin Guǎngzhōu; jyutping Gwong²zau¹; wym. kant. [kʷɔ̌ːŋ.tsɐ̂u]ⓘ, wym. mand. [kwàŋ.ʈʂóu]ⓘ) – miasto w południowo-wschodnich Chinach, stolica prowincji Guangdong, największa jednostka administracyjna konurbacji o liczbie ludności przekraczającej 100 milionów mieszkańców (2015), położona przy wierzchołku delty Rzeki Perłowej, w XVI–XIX wieku główny chiński port, siedziba najstarszych i największych w kraju targów, w 2010 roku gospodarz letnich Igrzysk Azjatyckich.

## Geografia i klimat
Kanton leży w delcie Rzeki Perłowej. Centrum historyczne miasta leży w pobliżu wzgórza Bayiun o wysokości 362 m, zaś na południe od centrum wnoszą się wzgórza Lotus, gdzie na powierzchni 2,5 km² znajduje się 48 skalistych szczytów o czerwonym odcieniu, osiągających maksymalną wysokość 108 m. W północno-wschodniej części przedmieść (w dzielnicy Conghua) leżą dwa narodowe parki leśne: Liuxihe o powierzchni 88 km² i Shimen, w pobliżu którego wznosi się najwyższy szczyt aglomeracji – Tiantang o wysokości 1210 m. W północnej części dzielnicy Zengcheng znajduje się wodospad o łącznej wysokości progów wodnych 428,5 m.
| Miesiąc                                      | Sty  | Lut  | Mar  | Kwi  | Maj  | Cze  | Lip  | Sie  | Wrz  | Paź  | Lis  | Gru  | Roczna |
| -------------------------------------------- | ---- | ---- | ---- | ---- | ---- | ---- | ---- | ---- | ---- | ---- | ---- | ---- | ------ |
| Średnie temperatury w dzień [°C]             | 18.3 | 18.4 | 21.6 | 25.5 | 29.4 | 31.3 | 32.7 | 32.6 | 31.4 | 28.6 | 24.4 | 20.5 | 26,2   |
| Średnie temperatury w nocy [°C]              | 9.8  | 11.3 | 14.9 | 19.1 | 22.7 | 24.5 | 25.3 | 25.2 | 23.8 | 20.5 | 15.7 | 11.1 | 18,7   |
| Opady [mm]                                   | 43   | 65   | 85   | 182  | 284  | 258  | 228  | 221  | 172  | 79   | 42   | 24   | 1683   |
| Średnia liczba dni z opadami                 | 8    | 11   | 15   | 16   | 18   | 19   | 16   | 16   | 13   | 7    | 6    | 5    | 150    |
| Źródło: Światowa Organizacja Meteorologiczna |      |      |      |      |      |      |      |      |      |      |      |      |        |

## Podział administracyjny

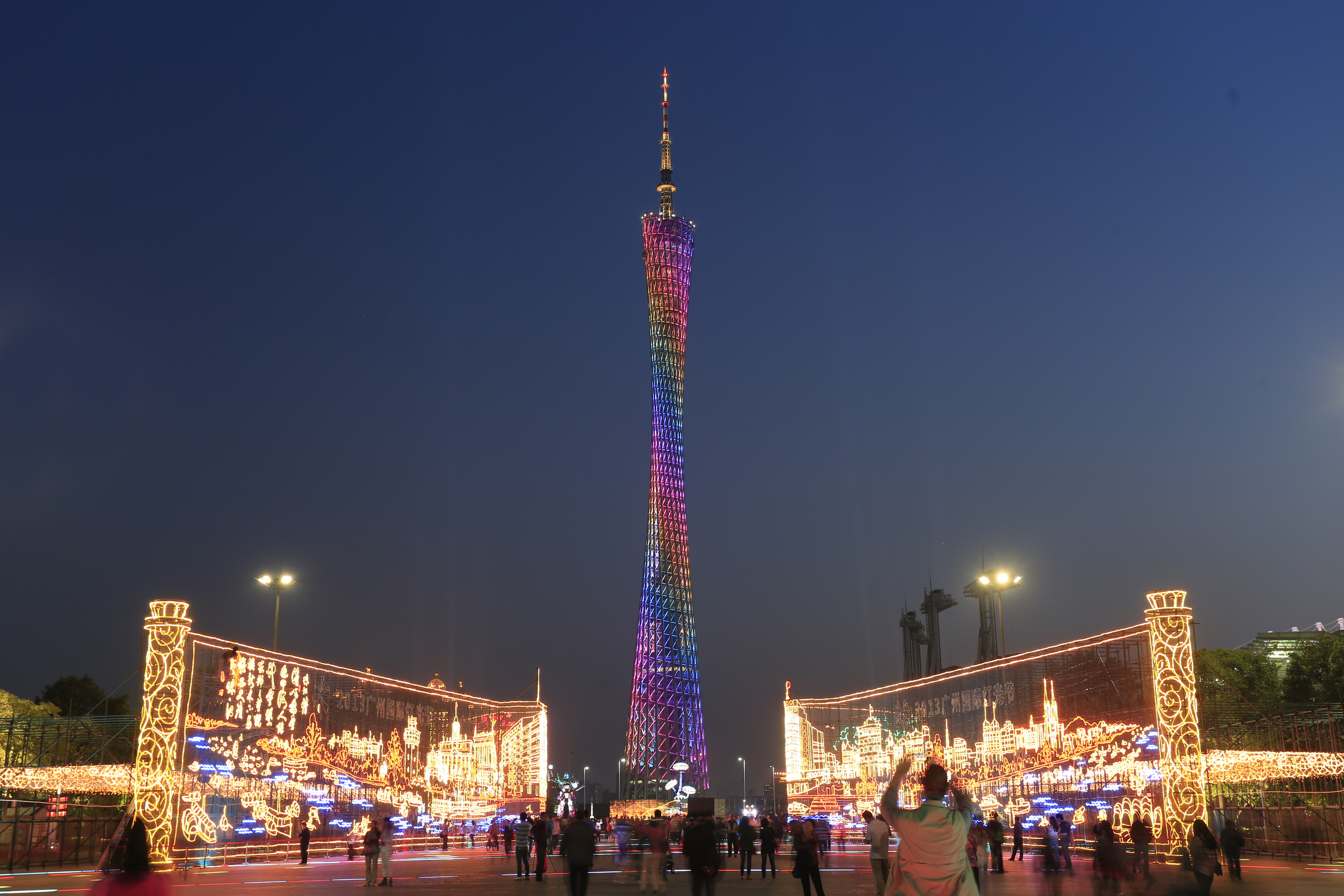
Canton Tower

Kanton składa się z 11 dzielnic o łącznej powierzchni 7434,6 km². Najstarsza część miasta znajduje się w dzielnicy Yuexiu, zaś nowsze centrum znajduje się w dzielnicach Liwan i Tianhe.
| Liwan Yuexiu Haizhu Tianhe Baiyun Huangpu Panyu Huadu Nansha Conghua Zengcheng |                  |                    |                            |
| \| Nazwa dzielnicy \| Populacja (2010) \| Powierzchnia (km²) \| Gęstość zaludnienia (/km²) \| \| ------------------ \| ---------------- \| ------------------ \| -------------------------- \| \| Baiyun (白云区) \| 2 223 150 \| 796 \| 2793 \| \| Conghua (从化区) \| 593 415 \| 1975 \| 300 \| \| Haizhu (海珠区) \| 1 558 663 \| 90,4 \| 17 242 \| \| Huadu (花都区) \| 945 005 \| 970 \| 974 \| \| Huangpu (黄埔区) \| 831 586 \| 484 \| 1718 \| \| Liwan (荔湾区) \| 898 200 \| 59,1 \| 15 198 \| \| Nansha (南沙区) \| 259 900 \| 784 \| 332 \| \| Panyu (番禺区) \| 1 764 828 \| 530 \| 3330 \| \| Tianhe (天河区) \| 1 432 426 \| 96,3 \| 14 875 \| \| Yuexiu (越秀区) \| 1 157 666 \| 33,8 \| 34 251 \| \| Zengcheng (增城区) \| 1 037 109 \| 1616 \| 642 \| \| Razem \| 12 701 948 \| 7434,6 \| 1709 \| |                  |                    |                            |
| Nazwa dzielnicy | Populacja (2010) | Powierzchnia (km²) | Gęstość zaludnienia (/km²) |
| Baiyun (白云区) | 2 223 150        | 796                | 2793                       |
| Conghua (从化区) | 593 415          | 1975               | 300                        |
| Haizhu (海珠区) | 1 558 663        | 90,4               | 17 242                     |
| Huadu (花都区) | 945 005          | 970                | 974                        |
| Huangpu (黄埔区) | 831 586          | 484                | 1718                       |
| Liwan (荔湾区) | 898 200          | 59,1               | 15 198                     |
| Nansha (南沙区) | 259 900          | 784                | 332                        |
| Panyu (番禺区) | 1 764 828        | 530                | 3330                       |
| Tianhe (天河区) | 1 432 426        | 96,3               | 14 875                     |
| Yuexiu (越秀区) | 1 157 666        | 33,8               | 34 251                     |
| Zengcheng (增城区) | 1 037 109        | 1616               | 642                        |
| Razem | 12 701 948       | 7434,6             | 1709                       |

## Historia

### Wczesna historia

Kanton w 1750 roku

Niektóre źródła przypisują założenie pierwszej osady na czasy panowania króla Nanwang z dynastii Zhou w latach 315 p.n.e.–256 p.n.e., miała mieć ona nazwę Nanwucheng i być otoczona palisadą z bambusów. Jako początkową datę założenia miasta uznawany jest 214 rok p.n.e., w którym po podboju rejonu przez pierwszego cesarza Chin Qin Shi Huang zostało założone miasto Panyu. Po śmierci cesarza miasto zostało centrum administracyjnym nowo powstałego państwa Nanyue, które przetrwało do 111 roku p.n.e., kiedy zostało podbite i włączone do Cesarstwa Chińskiego przez wojska cesarza Han Wudi z dynastii Han. W 226 roku został wydzielony obszar Guangzhou, którego stolicą zostało Panyu. Za czasów panowania dynastii Tang (V-X wiek) Kanton był centrum tzw. „morskiej jedwabnej drogi”, morskiego odpowiednika szlaków lądowych w Azji Środkowej, które zabierały chińskie towary, takie jak ceramika i jedwab, na Bliski Wschód i do Europy. W 758 roku miasto zostało złupione wspólnie przez arabskich i perskich piratów. Podczas powstania Huang Chao doszło w 878 roku do masakry mieszkańców miasta, w której zginęło poza Chińczykami około 120 tysięcy muzułmanów, żydów, chrześcijan i zaratusztrian, który mieli siedzibę w mieście i tam handlowali. W 1067 roku miasto zostało otoczone murem, który miał długość w obwodzie ponad 3 km. Za czasów panowania dynastii Song w mieście powstało pierwsze w Cesarstwie Chińskim biuro nadzoru handlu zagranicznego (Shibosi).

### Czasy nowożytne
W 1516 roku, trzy lata po dopłynięciu Jorge Álvares do wyspy Lantau (pierwszego Europejczyka który dotarł drogą morską do Chin), do Kantonu przybył portugalski podróżnik Rafael Perestrello. Kontakty handlowe z Portugalczykami znacznie rozwinęły się od 1557 roku, kiedy zezwolono im założyć stałą osadę na obszarze dzisiejszego Makau. W 1583 roku do Kantonu przybył włoski misjonarz Matteo Ricci. Od 1579 roku w mieście zaczęto organizować dwa razy do roku targi dla zagranicznych kupców. Po upadku Pekinu i śmierci cesarza część sił lojalnych wobec dynastii Ming zgromadziła się w Kantonie, lecz w 1650 roku wojska podległe nowemu cesarzowi z dynastii Qing zdobyły miasto i zamordowały około 100 tysięcy osób. W 1685 roku nowy cesarz zezwolił na handel z obcokrajowcami w Kantonie. Swoją faktorię w mieście miała Brytyjska Kompania Wschodnioindyjska, która od 1689 roku aż do 1834 roku posiadała od swojego rządu monopol na handel z Chinami, zaś jednym z najważniejszych towarów była herbata. W XVIII wieku swoje faktorie w Kantonie miała Republika Zjednoczonych Prowincji, Królestwo Danii i Norwegii, Arcyksięstwo Austriackie, Szwecja oraz Królestwo Francji i Wielkie Księstwo Toskanii. W 1757 roku cesarz Qianlong wydał edykt na podstawie którego Kanton aż do 1842 roku był jedynym portem chińskim, który zajmował się handlem z Zachodem.

### XIX–XXI wiek

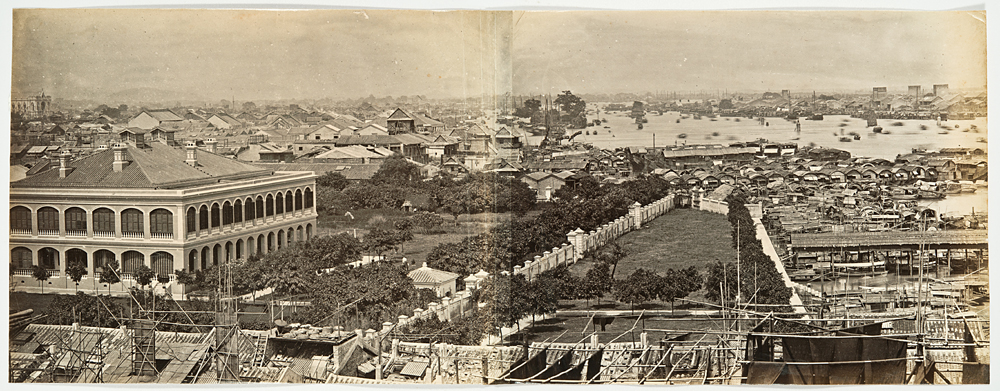
Panorama Kantonu z 1869 roku

W marcu 1839 roku Lin Zexu, nowo przybyły wysłannik cesarza Daoguang zakazał handlu opium, ponadto skonfiskował i do czerwca 1839 dokonał zniszczenia ponad 20 tysięcy skrzyń z tym towarem. Powyższe zdarzenie było bezpośrednim pretekstem dla rządu Zjednoczonego Królestwa Wielkiej Brytanii i Irlandii do wypowiedzenia wojny Chinom, znaną jako I wojna opiumowa. Na początku 1841 roku wojska brytyjskie zaatakowały Kanton, do końca miesiąca miasto poddało się i zawarło porozumienie, na mocy którego 31 maja 1841 roku chińskie oddziały wojskowe opuściły miasto i w zamian za odstąpienie od okupacji zapłacono okup o równowartości 5 milionów USD. Od czasu traktatu nankińskiego z 1842 roku kończącego wojnę, Kanton przestał być centrum handlu gdyż w skali kraju znaczną część handlu zagranicznego przejęły inne miasta (w szczególności Szanghaj), zaś lokalnie funkcję portu zewnętrznego przejął Hongkong przejęty przez Zjednoczonego Królestwa Wielkiej Brytanii i Irlandii. Zatrzymanie w porcie w 1856 roku brytyjskiego statku „Arrow” spowodowało wybuch II wojny opiumowej, podczas której Kanton w okresie od 1857-1861 roku znalazł się pod okupacją brytyjsko-francuską, zaś w wyniku traktatu pokojowego na wyspie Shamian powstała eksterytorialna dzielnica, która została podzielona pomiędzy zwycięskie państwa. W 1904 roku otwarto pierwszą linię kolejową, która prowadziła przez Foshan do Sanshui, zaś w 1910 roku linię kolejową do stacji Kowloon w Hongkongu. W 1924 roku został założony Uniwersytet imienia Sun Jat-sena. W 1932 roku otwarto port lotniczy Canton Civil Airport, który został zastąpiony przez nowy port w 2004 roku. W 1933 roku oddano do użytku pierwszy most w mieście przez rzekę Perłową o nazwie Haizhu. W latach 1938–1945 Kanton znajdował się pod okupacją Cesarstwa Wielkiej Japonii. Od 1957 roku dwa razy do roku odbywają się Targi Kantońskie. Japońska Fukuoka została w marcu 1979 roku pierwszym miastem partnerskim Kantonu. W 1984 roku utworzono w mieście jedną z pierwszych w kraju specjalnych stref ekonomicznych. 28 czerwca 1997 roku oddano do użytku pierwszą linię metra. W 2010 roku odbyły się Igrzyska Azjatyckie, największa w historii miasta impreza sportowa w której udział wzięło ponad 10 tysięcy sportowców z 45 krajów.

## Demografia

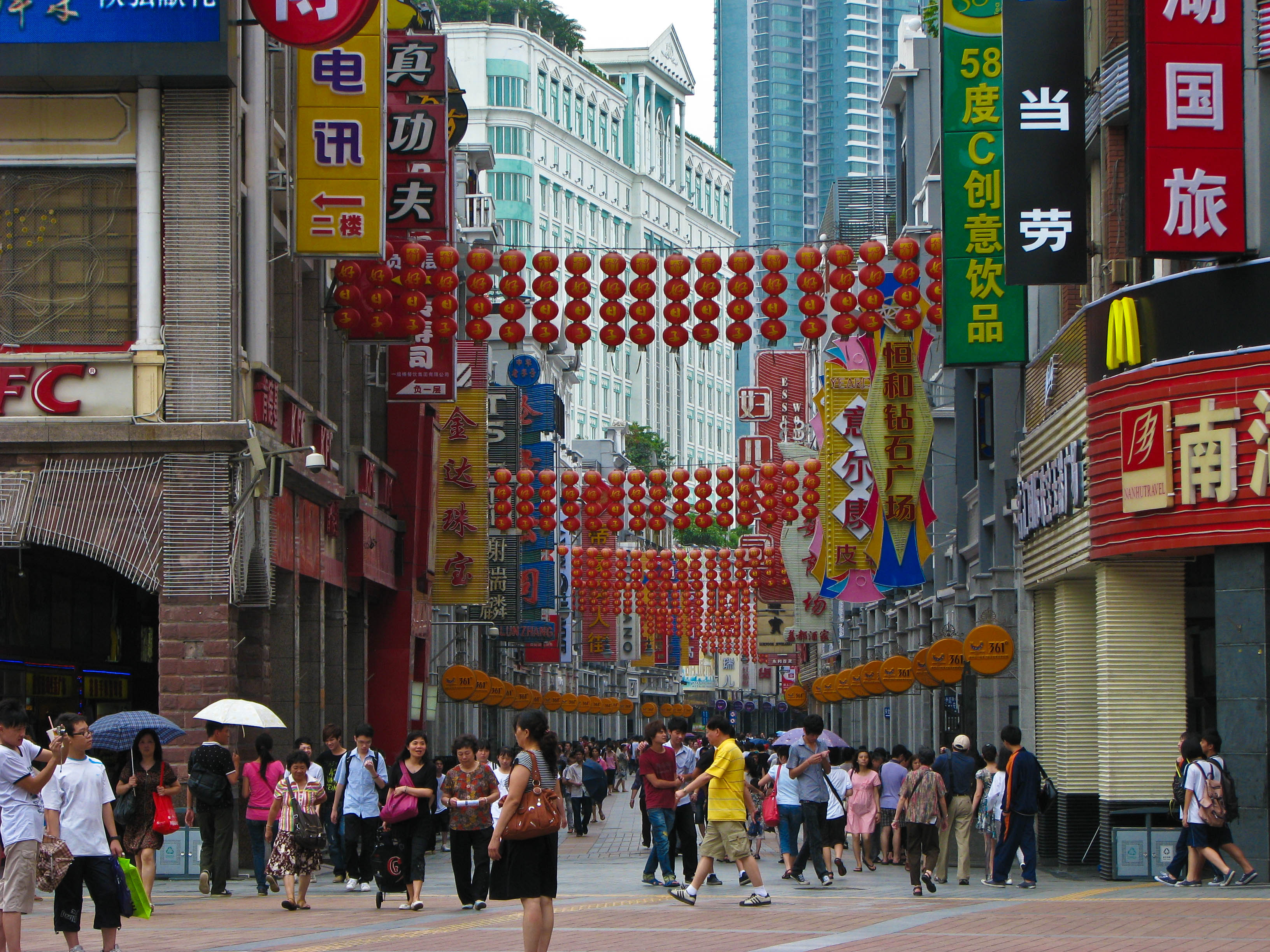
Strefa piesza Shangxiajiu

W 2019 roku Kanton liczył 15,3 mln mieszkańców.
| Ludność Kantonu od 1950 roku. |            |      |
| Rok                           | Populacja  | +/-  |
| 1950                          | 1 019 000  | -    |
| 1960                          | 1 272 000  | +25% |
| 1970                          | 1 542 000  | +21% |
| 1980                          | 1 870 000  | +21% |
| 1990                          | 3 246 000  | +74% |
| 1995                          | 5 035 000  | +55% |
| 2000                          | 7 812 000  | +55% |
| 2005                          | 9 055 000  | +16% |
| 2010                          | 10 278 000 | +14% |
| 2015                          | 11 695 000 | +14% |
| 2019                          | 15 306 000 | +31% |

## Gospodarka

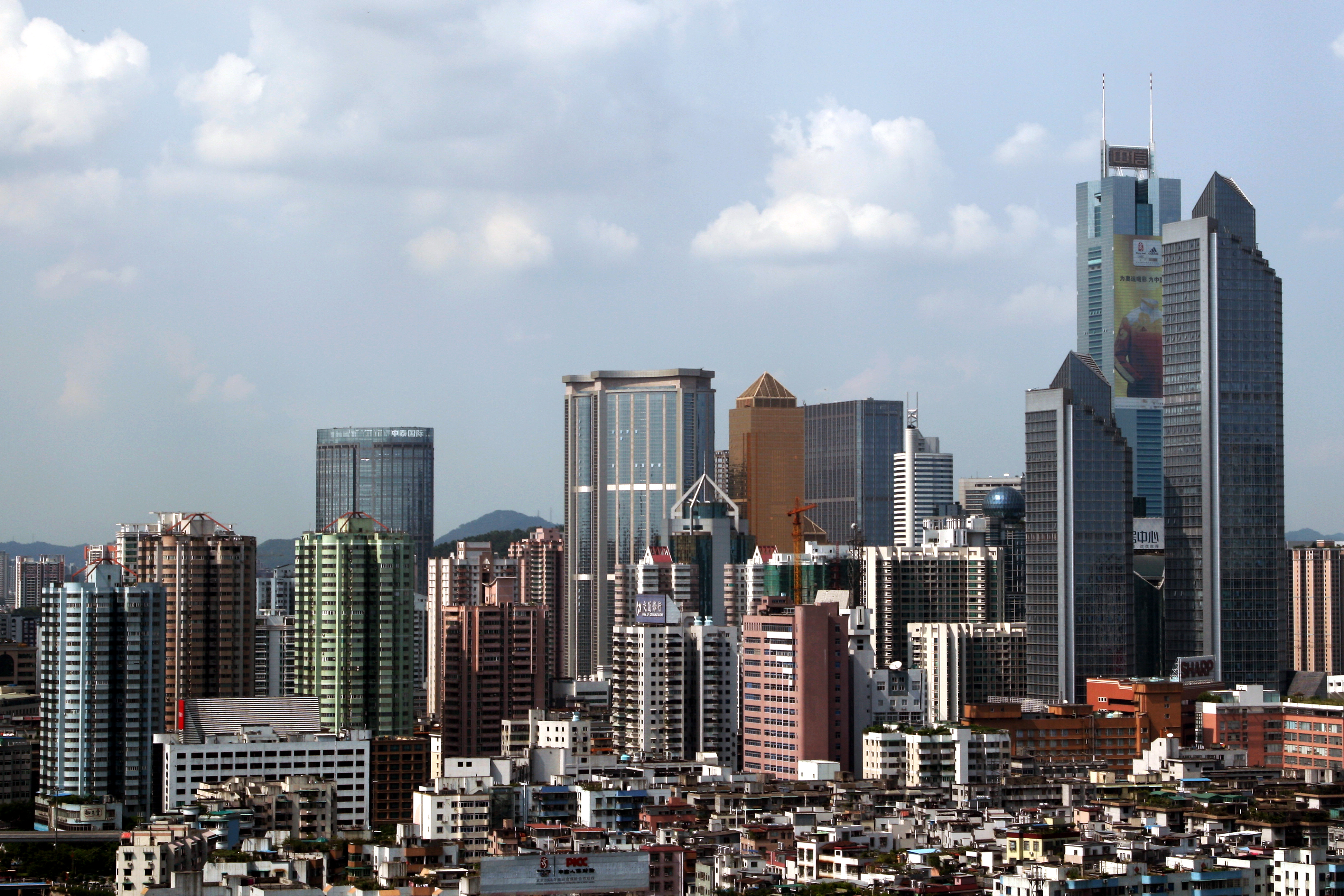
Centralny Dystrykt Biznesowy w Tianhe

Według rankingu konkurencyjności globalnych centrów finansowych (GFCI) ogłoszonego 26 marca 2020 roku Kanton zajmował 19. miejsce na świecie. W 2019 roku przychód PKB Kantonu wyniósł ponad 2,36 biliona CNY, co stanowiło czwarty pod tym względem wynik na kontynentalnych Chinach. W 2016 roku sektor usług odpowiadał za 68,6% przychodu PKB miasta, zaś za 31,4% pozostałe sektory gospodarki (30,2% - sektor przemysłowy i 1,2% sektor rolniczy). Centralny Dystrykt Biznesowy (CBD) ulokowany w dzielnicy Tianhe, obejmujący 0,2% obszaru miasta, przyczynił się w 2015 roku do 12,5% przychodu PKB całej aglomeracji. Z przychodem PKB w wysokości około 243 miliardów CNY w 2015 roku stał się on najbardziej wartościowym CBD w kraju, przewyższając ponad dwukrotnie pod względem przychodu CBD ulokowane w Shenzhen i w Pekinie. W 1984 roku utworzono w mieście jedną z pierwszych specjalnych stref ekonomicznych, która w 2002 roku wraz z innymi lokalnymi strefami utworzyła Guangzhou Development District (GDD), w którym w 2016 roku siedzibę miało 1580 firm z przychodem rocznym ponad 20 milonów CNY. Dystrykt ten w 2019 roku dostał od ONZ nagrodę za promowanie zrównoważonych inwestycji, zaś sama strefa ekonomiczna za 2019 roku w rankingu państwowym zajęła drugie miejsce pod względem kompleksowego rozwoju, zaś pierwsze pod względem wykorzystania zagranicznych inwestycji. W 2010 roku uruchomiono we współpracy z Singapurem projekt o nazwie China-Singapore Guangzhou Knowledge City, w którym na powierzchni 123 km² mają skupić się firmy z dziedziny technologii informatycznych, sztucznej inteligencji i medycyny biologicznej oraz energii i nowych materiałów. Według oficjalnych danych do 2019 roku zarejestrowało się w strefie ponad 1600 firm o łącznym kapitale zakładowym ponad 136 miliardów CNY. Ponadto w 2015 roku utworzono strefę Guangzhou Nansha Economic and Technological Development Zone (ETDZ), która posiadając jeden z największych portów w Chinach, w rankingu za 2019 roku zajęła piąte miejsce w kraju pod względem wielkości importu i eksportu. Łączne obroty ładunkowe portu w Kantonie w pierwszych 11 miesiącach 2019 roku wyniosły 573 miliony ton ładunku i 21 milionów TEU, co stawiało go na piątym miejscu na świecie pod względem wielkości przeładunku kontenerowego.
W Kantonie na początku 2020 roku siedzibę miało 167 spółek notowanych na giełdzie, o całkowitej wartości rynkowej 2.45 biliona CNY. Ponadto w mieście znajdują się fabryki Guangzhou Automobile Group Co., Ltd. (GAC Group), firmy ujętej na liście „Fortune Global 500”, która w 2018 roku wyprodukowała ponad dwa miliony samochodów m.in. dla koncernów Honda, Toyota i Mitsubishi. Na opublikowanej w 2019 roku liście największych firm na świecie „Fortune Global 500” poza GAC Group znajdowały się jeszcze dwie firmy z Kantonu, ponadto w 2018 roku 301 firm z listy przeprowadziło ponad 1000 bezpośrednich inwestycji w mieście.
W 2018 roku Kanton był na piątym miejscu w kraju pod względem ilości zamożnych rodzin, w mieście było około 162 000 gospodarstw domowych posiadających aktywa powyżej 6 milionów CNY.

## Transport

### Transport kolejowy

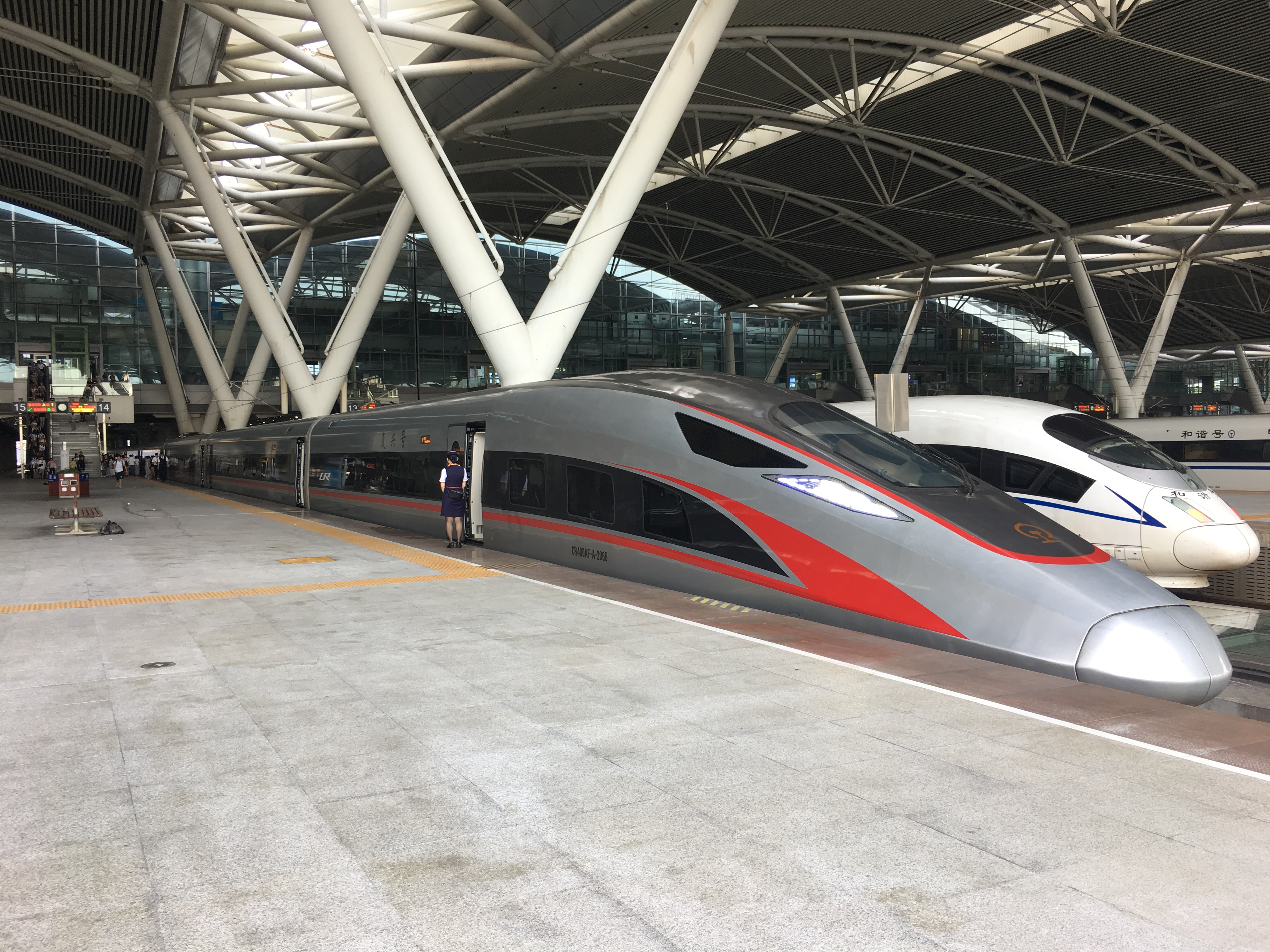
Dworzec Guangzhou Południe

Cztery główne stacje kolejowe w Kantonie: Guangzhou, Guangzhou Południe, Guangzhou Wschód oraz Guangzhou Północ, obsłużyły w 2018 roku ponad 133 milionów pasażerów (z czego prawie 83 mln południowy dworzec). Z powyższych dworców kursują pociągi kolei dużej prędkości m.in. z Kantonu do Pekinu biegnie najdłuższa trasa szybkiej kolei na świecie o długości 2298 km, którą pociągi pokonują w około 8 godzin.

### Transport lotniczy
W odległości 28 km od centrum miasta znajduje się port lotniczy Guangzhou Baiyun, z którego w 2019 roku skorzystało ponad 73 mln pasażerów, co stawia tutejsze lotnisko na trzecim miejscu w kraju po Pekinie i Szanghaju pod względem ilości obsłużonych osób.

### Transport drogowy
Kanton jest połączony z krajowymi autostradami o numerach:
- G4 prowadzącą od Pekinu do Hongkongu,
- G35 prowadzącą do Jinan
- G45 prowadzącą do Daqing
- G94 prowadzącą od Hongkongu do Makau
- G9411 prowadzącą z Foshan do Dongguan
- G1501 pętlą wokół Kantonu i Foshan

Od dnia 1 stycznia 2007 roku władze miejskie wprowadziły zakaz poruszania się motocyklami w obszarach miejskich, zaś wszelkie motocykle poruszające się po ulicach podlegały konfiskacie. Wg oficjalnych danych zmniejszyło to prawie o połowę problemy z korkami oraz liczbę zdarzeń drogowych.

### Transport publiczny

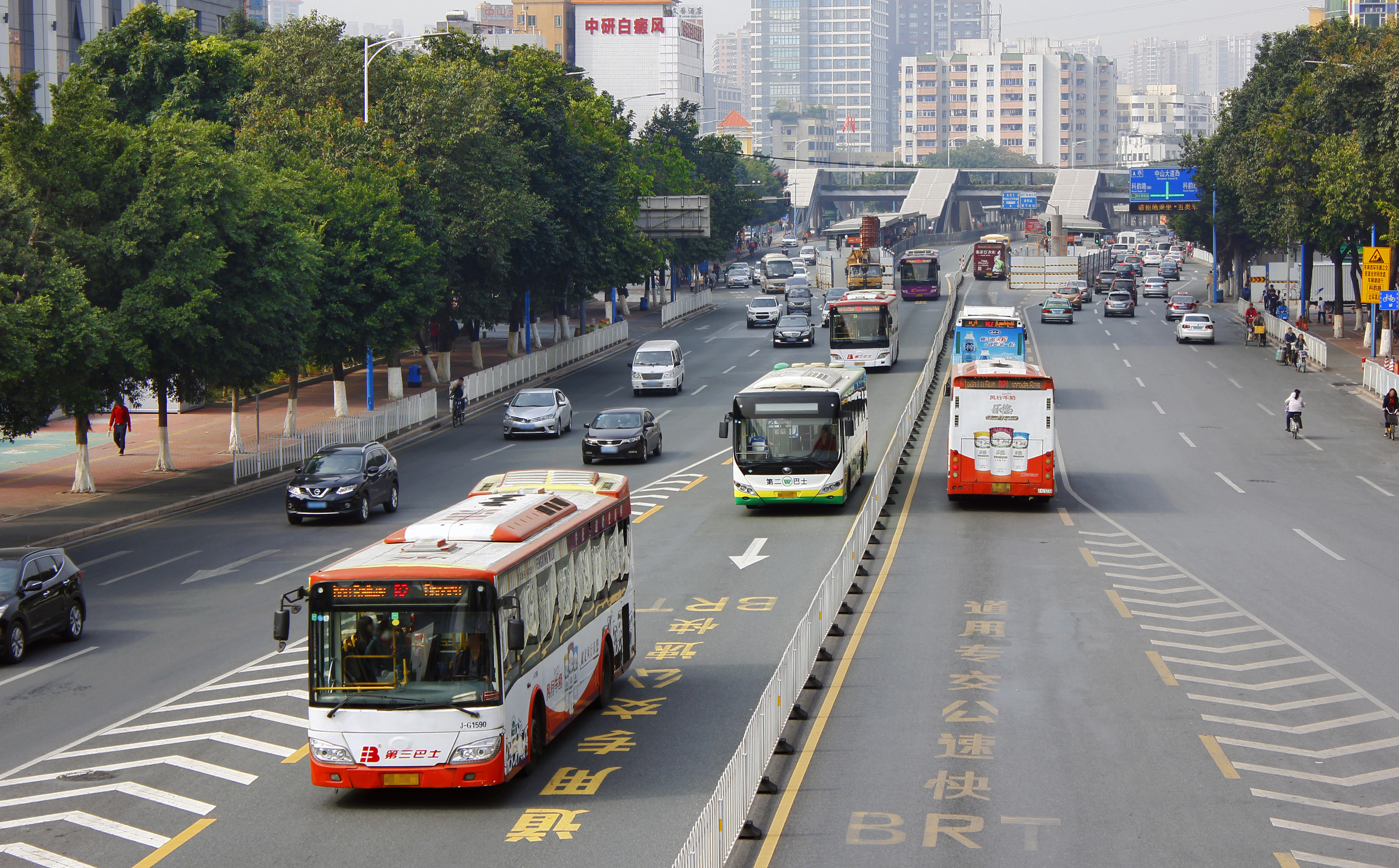
System BRT w Kantonie

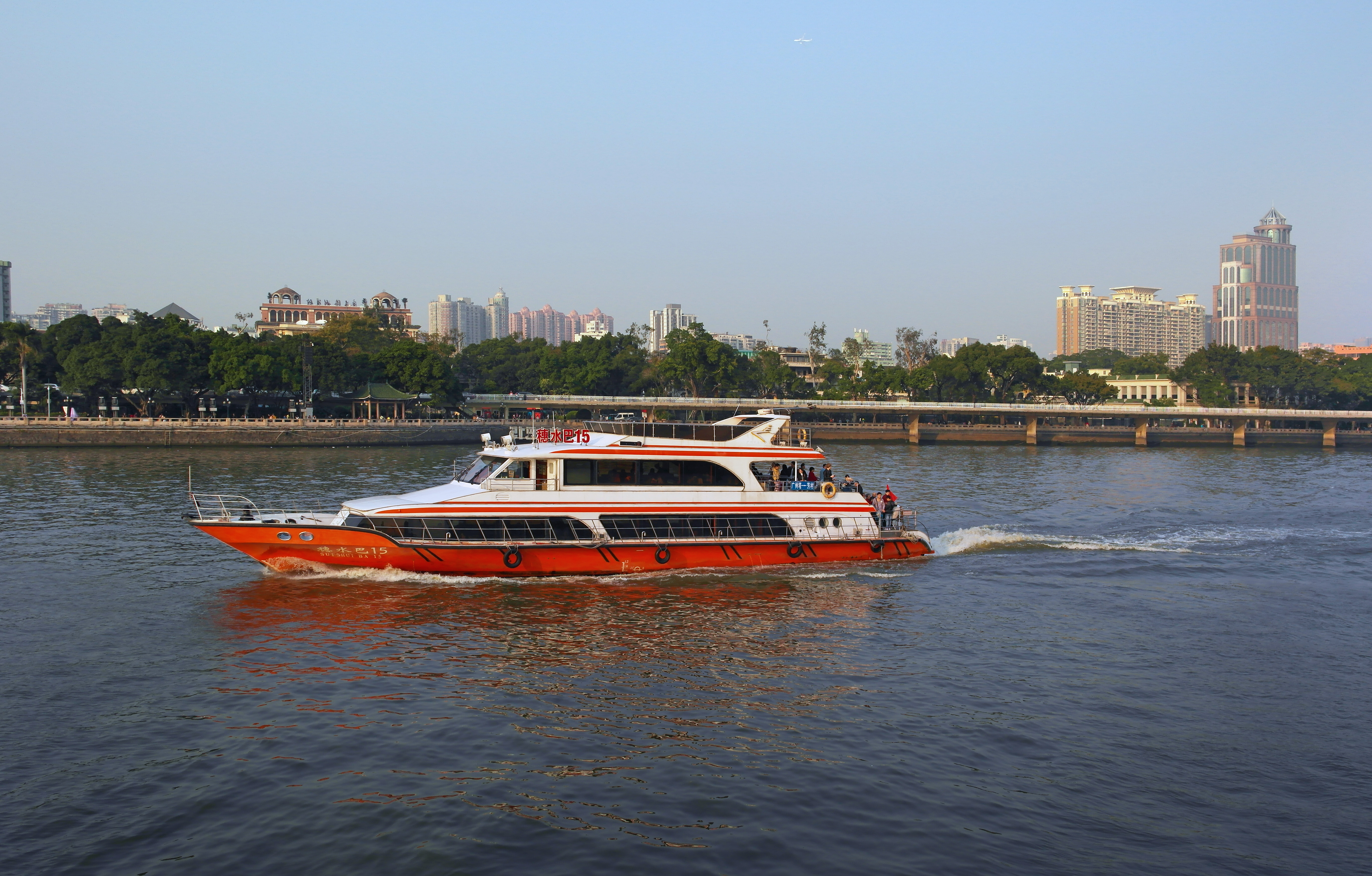
Tramwaj wodny (linia nr 5)

W grudniu 2019 roku z transportu publicznego w Kantonie korzystało dziennie średnio 17,15 mln pasażerów, w tym:
- miejski transport szynowy: 9,46 mln
- autobusy: 6,02 mln
- taksówki: 1,63 mln
- tramwaje wodne: 40 tysięcy[60].

W marcu 2020 roku system metra w Kantonie miał długość 514 km i był trzecią, po Pekinie i Szanghaju, najdłuższą tego typu siecią w Chinach. Z 14 linii metra w 2019 roku korzystało dziennie średnio 9,06 mln pasażerów.
Od 2010 roku wzdłuż Alei Zhongshan działa system BRT o długości 22,9 km i liczący 26 przystanków, którego 31 linii autobusowych przewoziło w 2014 roku dziennie 850 000 pasażerów, jednakże m.in. po decyzji władz z 2016 roku dopuszczającej w godzinach szczytu ograniczony ruch samochodowy po pasach systemu, średnia prędkość autobusów do 2019 roku spadła o prawie połowę. W 2018 roku miasto obsługiwało ponad 15 000 autobusów (w tym 10 000 elektrycznych) na 1251 liniach, zaś plany władz lokalnych przewidują wymianę wszystkich pojazdów na elektryczne do końca 2020 roku. Ponadto wzdłuż wyspy Haizhu od 2013 roku działa linia tramwajowa o długości 7,7 km.
W mieście w pierwszej połowie 2019 roku działało ponad 70 korporacji taksówkarskich, które łącznie posiadały 23 000 taksówek.
Od 2013 roku na 12 liniach obejmujących 26 przystani kursują tramwaje wodne.

### Transport wodny
17 listopada 2019 roku otwarto w dzielnicy Nansha największy w kraju port pasażerski dla statków wycieczkowych, mający docelowo posiadać linię brzegową o długości 1,6 km oraz terminal o powierzchni ponad 60 000 m², obsługujący do 750 tysięcy pasażerów rocznie. Pomiędzy Kantonem a Hongkongiem oraz Haikou na wyspie Hajnan regularnie kursują także statki pasażerskie.

## Najwyższe budynki

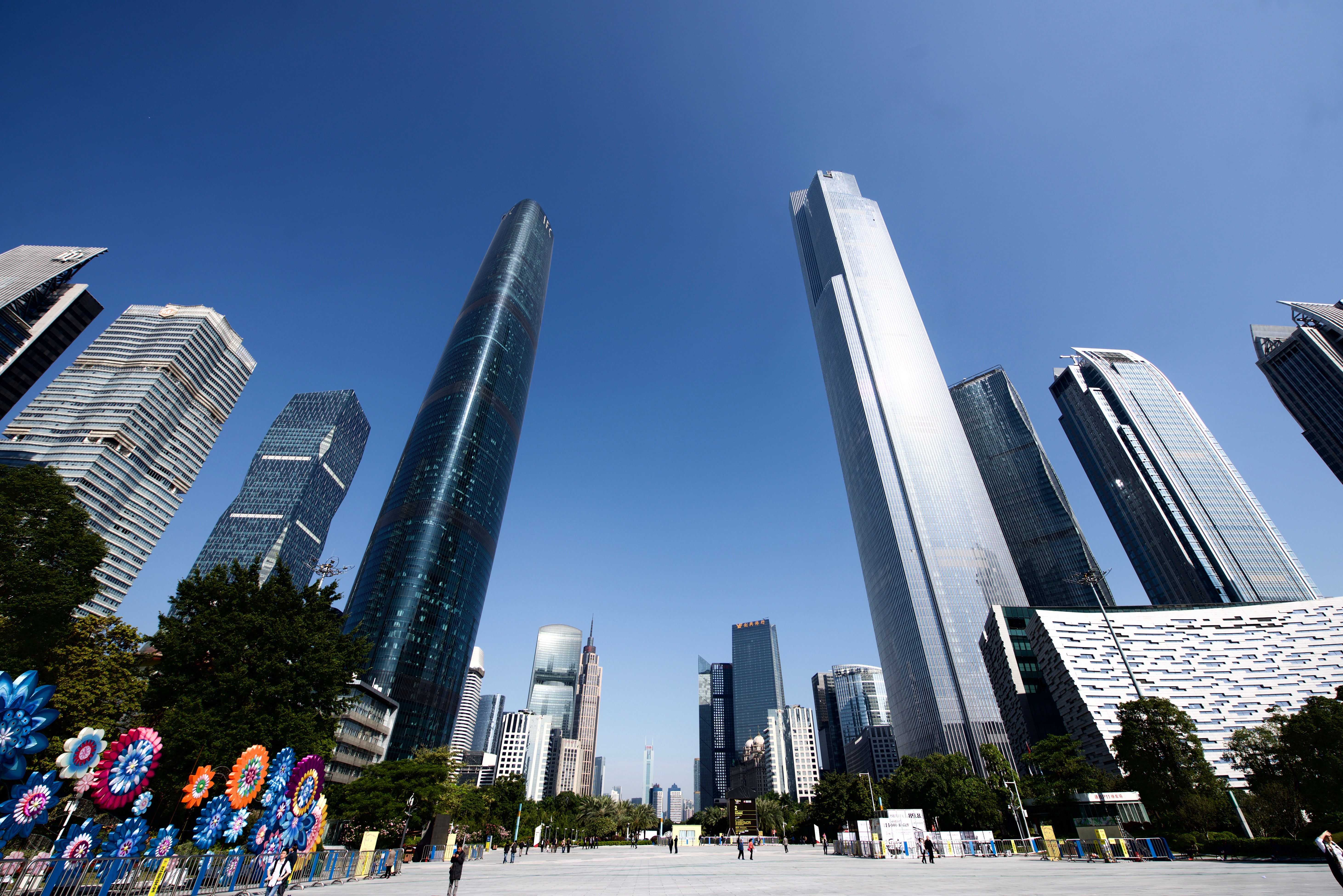
CTF Finance Centre i International Finance Center

W Kantonie pod koniec lutego 2020 roku znajdowało się 119 budynków (licząc Canton Tower) których wysokość przekraczała 150 metrów.
| Miejsce | Nazwy najwyższych budynków             | Wysokość (m) | Rok ukończenia |
| ------- | -------------------------------------- | ------------ | -------------- |
| 1       | Canton Tower                           | 600          | 2010           |
| 2       | Guangzhou CTF Finance Centre           | 530          | 2016           |
| 3       | Guangzhou International Finance Center | 440          | 2010           |
| 4       | CITIC Plaza                            | 391          | 1997           |
| 5       | The Pinnacle                           | 350          | 2012           |
| 6       | Global City Square                     | 319          | 2016           |
| 7       | Poly Pazhou C2                         | 311          | 2018           |
| 8       | Pearl River Tower                      | 309          | 2013           |
| 9       | Fortune Center                         | 309          | 2015           |
| 10      | Guangfa Securities Headquarters        | 308          | 2018           |
| 11      | Leatop Plaza                           | 303          | 2012           |

## Kultura

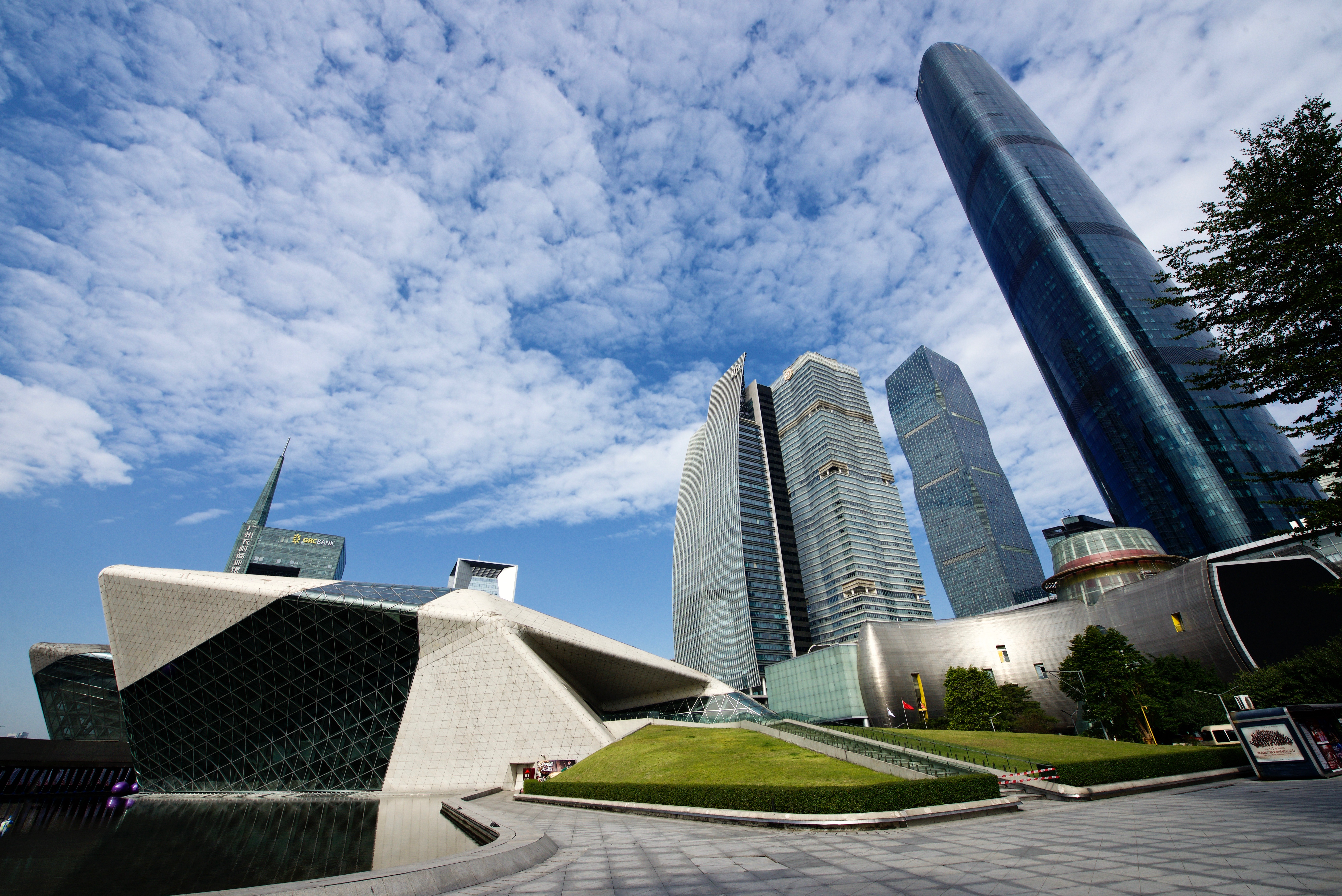
Budynek Opery

Z rejonu Kantonu wywodzi się opera kantońska, jedna z głównych odmian opery chińskiej. W 2010 roku oddano do użytku nowy budynek opery o pojemności 1800 widzów. Ponadto w mieście działa założona w 1957 roku orkiestra symfoniczna, która jako jedyna w Chinach koncertowała na pięciu kontynentach. Ponad 300-letnią tradycję ma porcelana katońska, produkowana od czasów panowania cesarza Kangxi. Od miasta nazwę wzięły język kantoński oraz kuchnia kantońska, które rozwinęły się w prowincji Guangdong.

## Edukacja

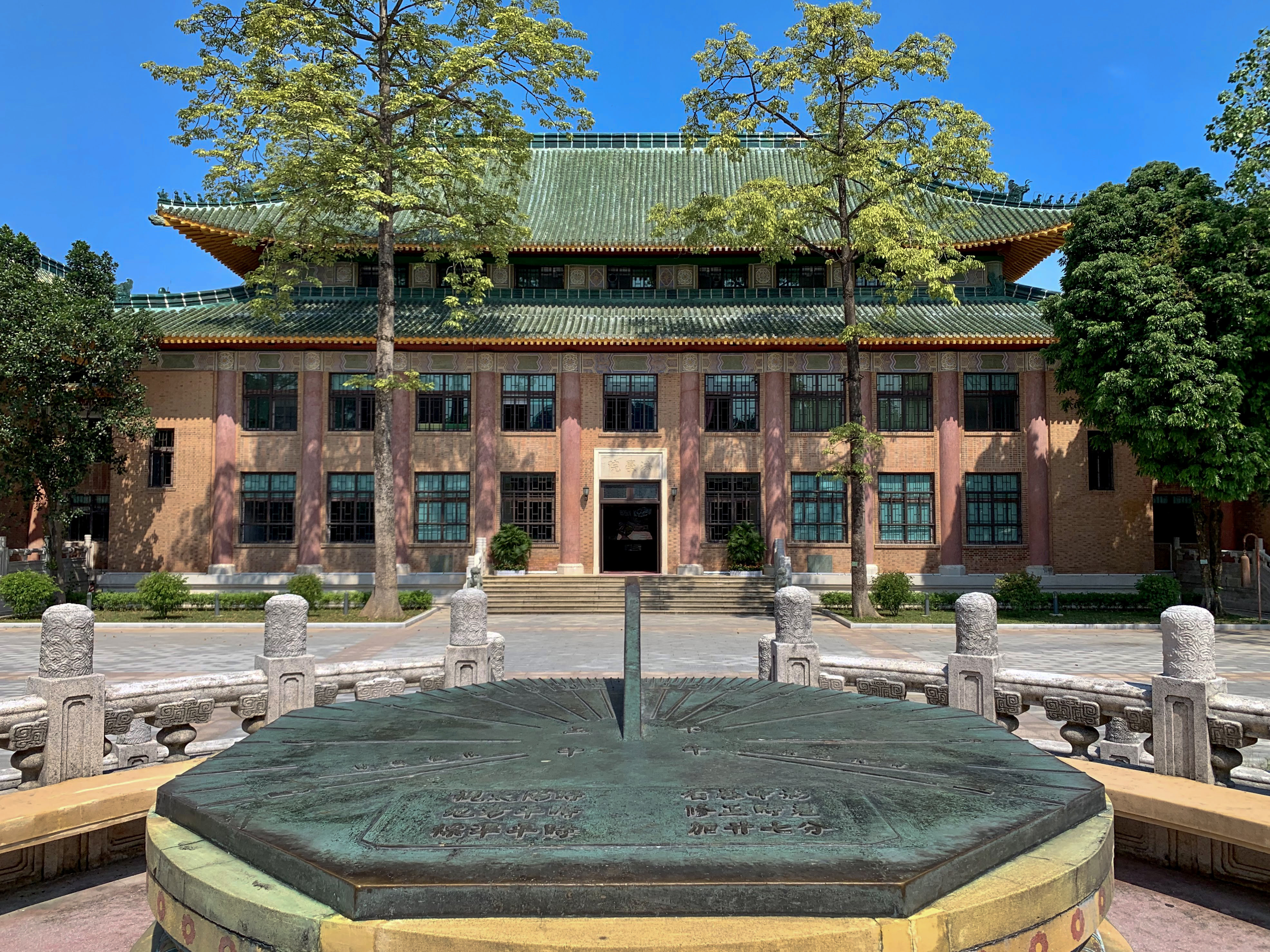
Południowochiński Uniwersytet Technologiczny

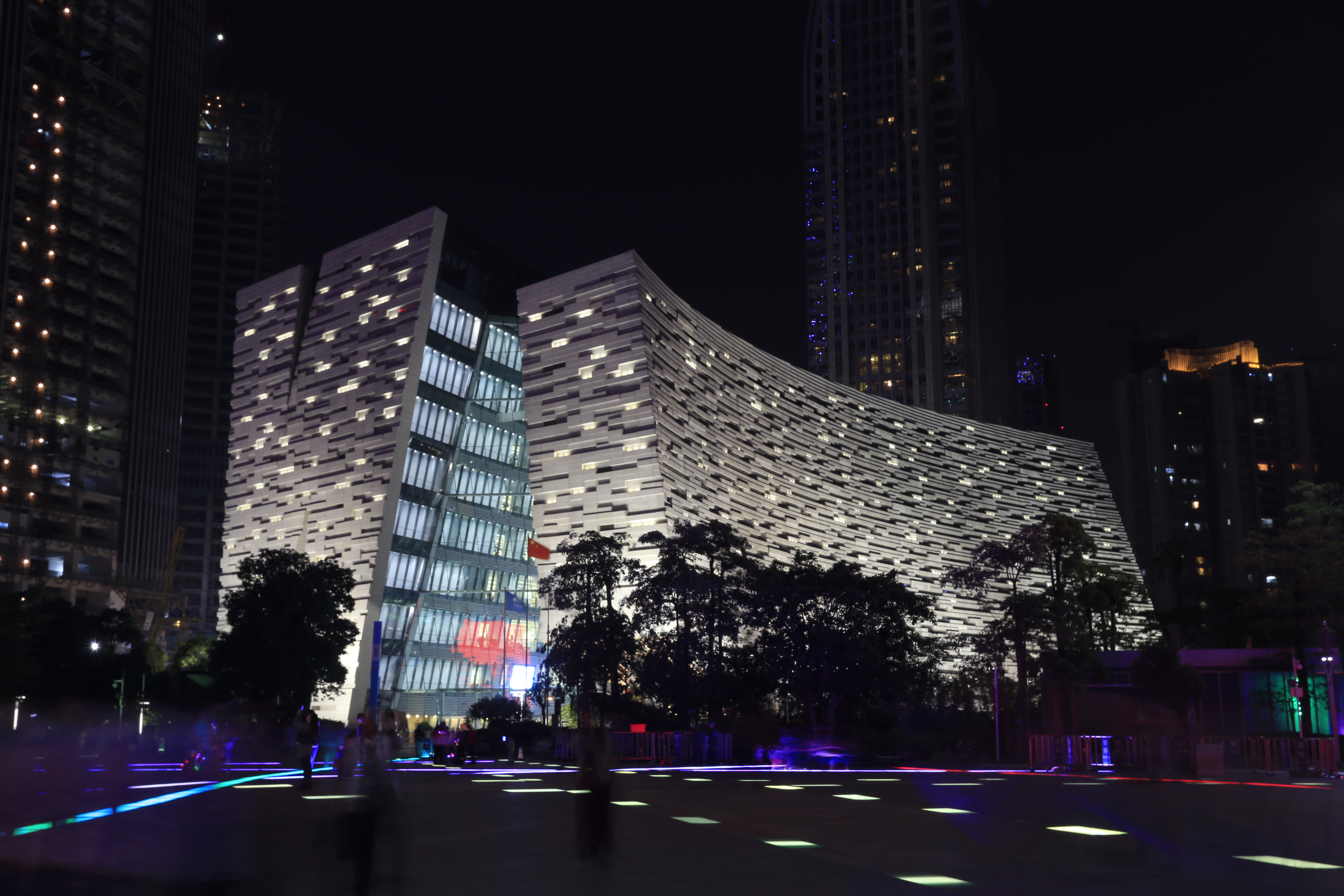
Biblioteka Kantońska

W Kantonie na początku XXI wieku, na wyspie Xiaoguwei stworzono miasteczko uniwersyteckie (Guangzhou Higher Education Mega Center - HEMC) o powierzchni 18 km², na terenie którego znajduje się 10 uczelni, do których uczęszcza około 150 000 studentów.
- Uniwersytet im. Sun Jat-sena (中山大学) (zał. w 1924 roku, w 2019 roku na 9. miejscu w rankingu najlepszych uniwersytetów w kraju[82])
- Południowochiński Uniwersytet Pedagogiczny (华南师范大学) (zał. w 1933 roku)
- Południowochiński Uniwersytet Technologiczny (华南理工大学)
- Kantoński Uniwersytet Studiów Zagranicznych (广东外语外贸大学) (w 2014 roku na uczelni otwarto instytut polonistyki - trzeci w kraju po Pekinie i Harbinie[83])
- Kantoński Uniwersytet Technologiczny (广东工业大学)
- Uniwersytet Kantoński (广州大学)
- Kantoński Uniwersytet Medycyny Chińskiej (广州中医药大学)
- Kantoński Instytut Farmaceutyczny (广东药学院)
- Konserwatorium Muzyczne im. Xian Xinghai (星海音乐学院) (zał. w 1932 roku)
- Kantońska Akademia Sztuk Pięknych (中央美术学院)

Pozostałe większe uczelnie w Kantonie:
- Uniwersytet Jinan (暨南大学) (zał. w 1906 roku, pierwszy w Chinach uniwersytet który rekrutował studentów z zagranicy[85])
- Południowochiński Uniwersytet Rolniczy (华南农业大学) (zał. w 1909 roku)
- Instytut Agrotechniczny im. Liao Zhongkai (仲恺农业技术学院) (zał. w 1927 roku)
- Kantoński Uniwersytet Ekonomiczny (广东财经大学)
- Kantoński Instytut Politechniczny (广东技术师范学院)
- Kantoński Instytut Medyczny (广州医学院)
- Południowochiński Uniwersytet Medyczny (南方医科大学)
- Kantoński Instytut Wychowania Fizycznego (广州体育学院)

Ponadto w mieście działa Kantońska biblioteka, mieszcząca się od 2013 roku w nowo wybudowanym budynku o powierzchni ponad 98 000 m², która w lutym 2020 roku posiadała 4500 miejsc siedzących dla czytelników (w tym 740 stanowisk wyposażonych w komputery), zaś zbiór biblioteki liczył ponad 10 milionów woluminów.

## Zabytki i parki
- klasztor Guangxiao
- Park Yuexiu[87]

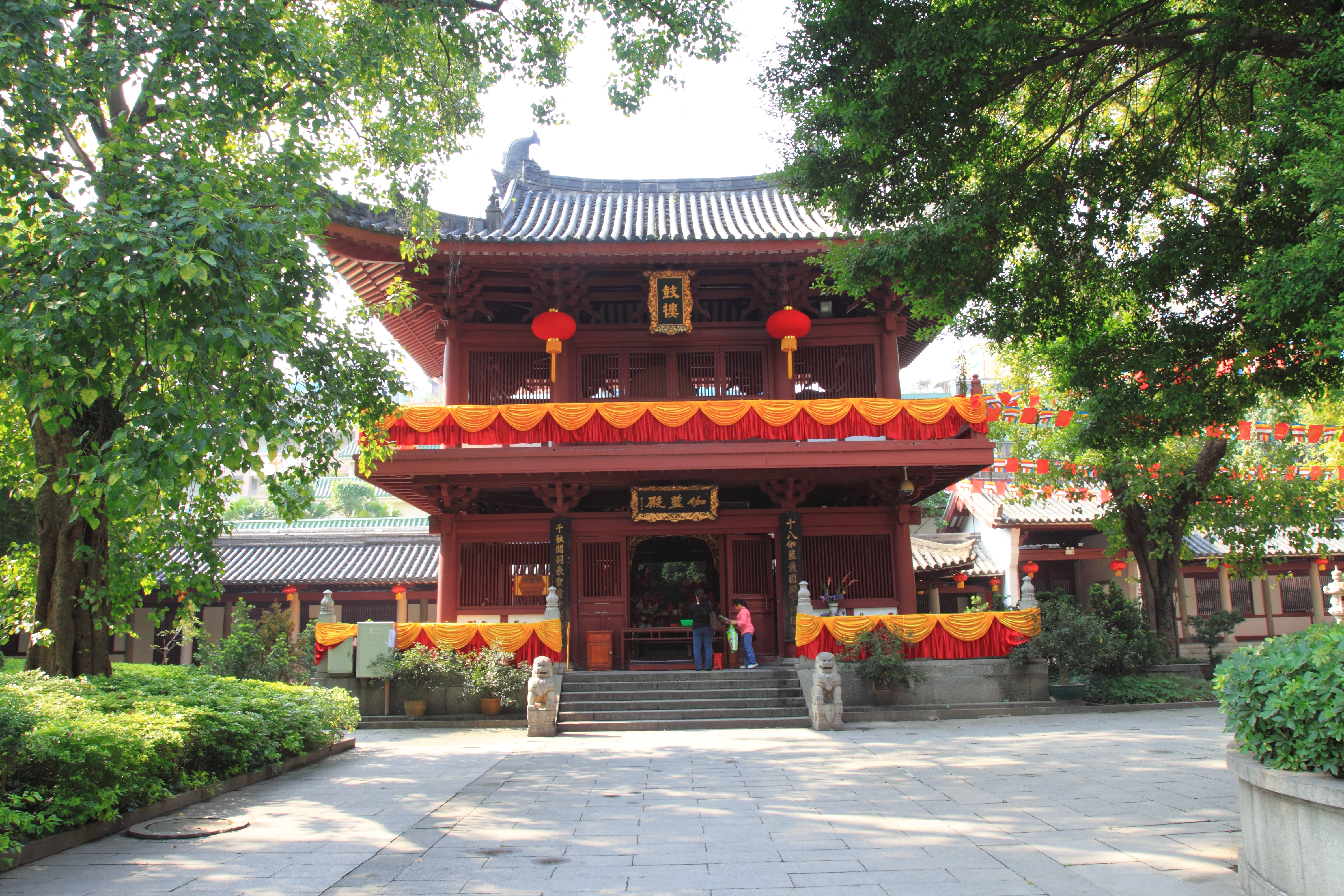
klasztor Guangxiao

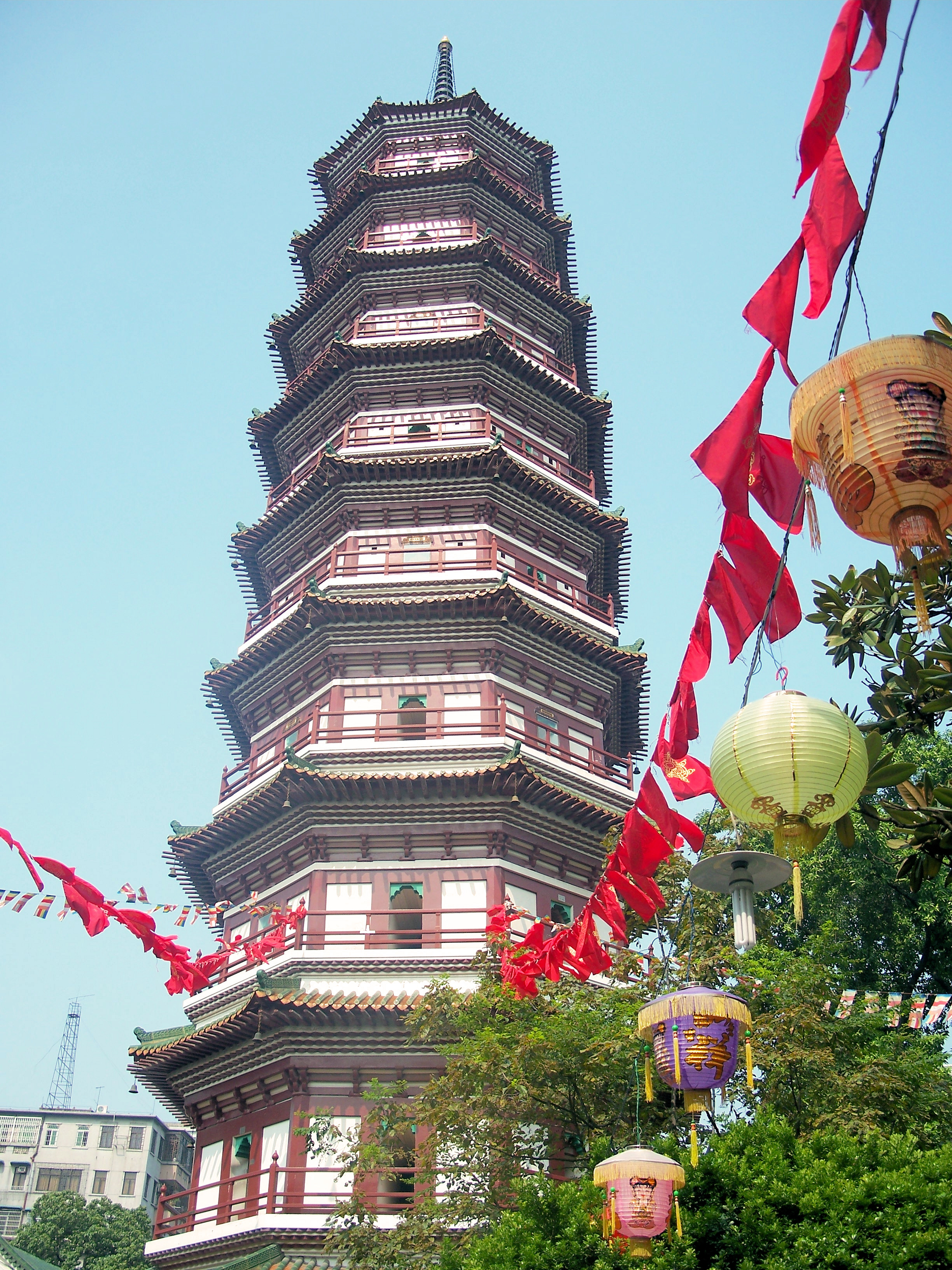
Świątynia Sześciu Banianów (Pagoda kwiatowa)

  - Pomnik Pięciu Kóz (Wu Yang Shixiang)
  - Wieża Zhenhai
  - mury z czasów dynastii dynastii Ming oraz odrestaurowana brama z czasów dynastii Qin[88]
- Świątynia Sześciu Banianów (Liurong si)
- Świątynia/Akademia Rodziny Chen (Chenjiaci)[89]
- Meczet Huaisheng, najstarszy meczet w Chinach
- Katedra Najświętszego Serca Jezusa
- Muzeum Mauzoleum Króla Nanyue z Zachodniej Dynastii Han (grobowiec króla Zhao Mei i artefakty z okresu istnienia państwa Nanyue) )[90]
- Muzeum Prowincji Guangdong (kantońska sztuka i historia)[91]
- wyspa Shamian (zabudowa z czasów istnienia brytyjsko-francuskiej eksterytorialnej dzielnicy, funkcjonującej w latach od 1859 roku do czasów II wojny światowej)[92]
- wzgórza Baiyun (punkty widokowe)[93]
- zabytkowa zabudowa w Shawan (ponad 100 budynków z czasów dynastii Ming i Qin[94]
- Canton Tower
- Ogrody Baomo (odbudowane ogrody z zabudową w stylu z czasów dynastii Qin i 30 kamiennymi mostami)[95]
- Ogród Orchidei (Lan Pu), mieszczący ponad 10 000 donic i 200 gatunków orchidei[96]

## Sport

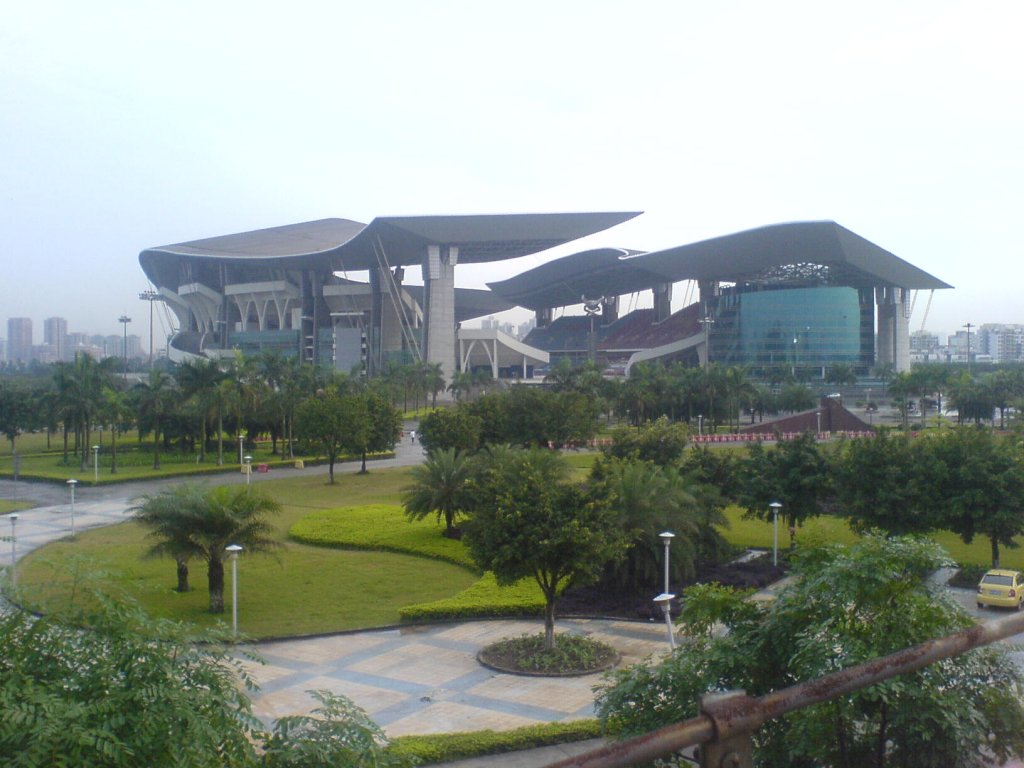
Stadion Olimpijski Guangdong

Kanton był gospodarzem wielu międzynarodowych imprez sportowych m.in.:
- w 1987 i 2001 roku Chińskich Igrzysk Narodowych;
- w 1991 roku pierwszych Mistrzostw Świata w Piłce Nożnej Kobiet;
- w 1995 roku Mistrzostw Świata w podnoszeniu ciężarów;
- w 2006 roku Mistrzostw Świata w Zapasach;
- w 2008 roku Mistrzostw świata w tenisie stołowym;
- w 2010 roku Igrzysk Azjatyckich oraz pierwszych Paraolimpijskich Igrzysk Azjatyckich;
- w 2013 roku Mistrzostw Świata w badmintonie;
- w 2016 roku Mistrzostw Świata w koszykówce 3x3;
- w 2017 roku Mistrzostw Świata w League of Legends (współgospodarz, ćwierćfinały)
- w 2019 roku Mistrzostw Świata w koszykówce mężczyzn (współgospodarz, faza grupowa).

Od 2004 roku odbywa się w mieście Guangzhou International Women’s Open - kobiecy turniej tenisowy zaliczany do kategorii Women’s Tennis Association, a także od 2012 roku bieg maratoński, który otrzymał w 2019 roku certyfikat IAAF Road Race Gold, zaś udział w nim wzięło ponad 30 000 biegaczy.
W mieście swoją siedzibę mają następujące kluby sportowe:
- Guangzhou Evergrande – piłka nożna (Chinese Super League), mistrz Chin w latach 2011-2017 i 2019;
- Guangzhou R&F FC – piłka nożna (Chinese Super League);
- R&F (HK) FC – piłka nożna (Hong Kong Premier League);
- Guangzhou Loong Lions – koszykówka (Chińska Profesjonalna Liga Koszykarska Mężczyzn);
- Guangdong Leopards – baseball (China Baseball League);
- Guangzhou Charge - sport elektroniczny (Overwatch League).

W 2001 roku oddano do użytku Stadion Olimpijski o pojemności 80 tysięcy widzów, ponadto w mieście znajdują się stadiony Tianhe i Guangzhou University Town o pojemności odpowiednio około 60 tysięcy i 40 tysięcy widzów. W 2010 roku otwarto nową halę sportową Guangzhou International Sports Arena na 18 tysięcy widzów, zaś w 2001 roku Guangzhou Gymnasium na 10 tysięcy widzów.

## Miasta partnerskie
Miasta partnerskie Kantonu (stan na dzień 29.03.2020 roku).
| - Fukuoka, Japonia (od 1979 roku) - Los Angeles, USA (od 1981 roku) - Manila, Filipiny (od 1982 roku) - Vancouver, Kanada (od 1985 roku) - Sydney, Australia (od 1986 roku) - Bari, Włochy (od 1986 roku) - Lyon, Francja (od 1988 roku) - Frankfurt nad Menem, Niemcy (od 1988 roku) - Auckland, Nowa Zelandia (od 1989 roku) - Kwangju, Korea Południowa (od 1996 roku) - Linköping, Szwecja (od 1997 roku) - Durban, RPA (od 2000 roku) - Bristol, Anglia (od 2001 roku) - Jekaterynburg, Rosja (od 2002 roku) - Arequipa, Peru (od 2002 roku) - Surabaja, Indonezja (od 2005 roku) - Wilno, Litwa (od 2006 roku) - Birmingham, Wielka Brytania (od 2006 roku) - Hambantota, Sri Lanka (od 2006 roku) | - Recife, Brazylia (od 2007 roku) - Tampere, Finlandia (od 2007 roku) - Bangkok, Tajlandia (od 2009 roku) - Buenos Aires, Argentyna (od 2012 roku) - Dubaj, ZEA (od 2012 roku) - Kuwejt, Kuwejt (od 2012 roku) - Kazań, Rosja (od 2012 roku) - Stambuł, Turcja (od 2012 roku) - Harare, Zimbabwe (od 2012 roku) - San José, Kostaryka (od 2012 roku) - Noboribetsu, Japonia (od 2012 roku) - Walencja, Hiszpania (od 2012 roku) - Rabat, Maroko (od 2013 roku) - Łódź, Polska (od 2014 roku) - Ahmadabad, Indie (od 2014 roku) - Pokhara, Nepal (od 2014 roku) - Quito, Ekwador (od 2014 roku) - Santiago, Chile (od 2017 roku) - Mombasa, Kenia (od 2018 roku) |

## Znane osoby
W granicach aglomeracji Kantonu urodziły się m.in. następujące osoby:
| - Bolo Yeung – aktor - Cao Yupeng – snookerzysta - Chen Gongbo – polityk - Chen Xiexia – sztangistka - Dadawa – wokalistka - Deng Shichang – wojskowy - Donnie Yen – aktor i reżyser - Fan Zhendong – tenisista stołowy - Flossie Wong-Staal – wirusolog i biolog monekluarny - Frederick Pei Li – lekarz - Hong Xiuquan – przywódca chłopskiej rebelii - Hu Hanmin – polityk - Huang Zhongming – wioślarz - I.M. Pei – architekt - John Woo – reżyser - Keye Luke – aktor | - Liang Chong – szachista - Lu Lan – tenisistka - Martin Yan – szef kuchni - Ou Chuliang – piłkarz - Peng Zhaoqin – szachistka - Rebecca F. Kuang – pisarka - Shih Kien – aktor - Su Bingtian – lekkoatleta - Xie Xingfang – badmintonistka - Yang Jinghui – skoczek do wody - Yang Yilin – gimnastyczka - Yang Zhi – piłkarz - Yu Shaoteng – szachista - Yuen Woo-ping – reżyser - Zhang Jiewen – badmintonistka - Zhong Man – szablista |